# إيان ماكاليف
إيان ماكاليف هو سياسي نيوزيلندي، ولد في 11 سبتمبر 1955 في بالميرستون نورث في نيوزيلندا. نشط حزبياً في الحزب الوطني في نيوزيلندا. وقد انتخب عضو مجلس النواب النيوزيلندي ‏ عن دائرة Rangitīkei (New Zealand electorate) ‏ وقد انضم خلال فترته النيابية ‏ للكتلة البرلمانية الحزب الوطني في نيوزيلندا وانتخب عضو مجلس النواب النيوزيلندي ‏ عن دائرة Rangitīkei (New Zealand electorate) ‏ وقد انضم خلال فترته النيابية ‏ للكتلة البرلمانية الحزب الوطني في نيوزيلندا.